# Kohlmarkt (Vienna)
Il Kohlmarkt (letteralmente in tedesco mercato di carbone) è la strada commerciale più esclusiva del centro storico di Vienna. Collega il Graben col Michaelerplatz, dove si trova uno degli ingressi al palazzo Hofburg.
Al Kohlmarkt si trovano, tra l'altro, i seguenti negozi (in ordine alfabetico):
- Breitling
- Il Demel, una delle famose caffetterie-pasticcerie nella tradizione del Wiener Kaffeehaus
- Dolce & Gabbana
- Ferragamo
- Le libreria Manz (specializzata in diritto ed economia)
- Gucci
- Tiffany's
- Tommy Hilfiger